# Miss Polski 2019
Miss Polski 2019 – 30. edycja konkursu piękności Miss Polski. Gala finałowa odbyła się 8 grudnia 2019 roku w Katowicach. 
Miss Polski została Magdalena Kasiborska z Zabrza.

## Rezultaty
| Tytuł            | Laureatka                                                                             |
| ---------------- | ------------------------------------------------------------------------------------- |
| Miss Polski 2019 | Magdalena Kasiborska                                                                  |
| I Wicemiss       | Natalia Piguła                                                                        |
| II Wicemiss      | Marta Skwierczyńska                                                                   |
| III Wicemiss     | Dominika Konarska                                                                     |
| IV Wicemiss      | Karolina Wiltowska                                                                    |
| Top 10           | Natalia Baran Aleksandra Drężek Małgorzata Gierach Kornelia Gołębiewska Anita Sobótka |

### Nagrody specjalne
| Tytuł                         | Laureatka           |
| ----------------------------- | ------------------- |
| Miss Widzów Polsatu           | Marta Skwierczyńska |
| Miss Polski Wirtualnej Polski | Anita Sobótka       |
| Miss Internetu                | Aleksandra Drężek   |

## Finalistki
6 września podczas półfinału w Świnoujściu wybrano 24 finalistki:
| Nr | Kandydatka           | Wiek | Wzrost | Województwo         | Miejscowość         | Tytuł / Sposób kwalifikacji                      |
| -- | -------------------- | ---- | ------ | ------------------- | ------------------- | ------------------------------------------------ |
| 1  | Natalia Baran        | 21   | 172 cm | Dolnośląskie        | Wałbrzych           | II Wicemiss Dolnego Śląska 2019                  |
| 2  | Paulina Bołoz        | 19   |        | Małopolskie         | Krynica-Zdrój       |                                                  |
| 3  | Agnieszka Choszcz    | 22   | 172 cm | Pomorskie           | Linia               |                                                  |
| 4  | Aleksandra Drężek    | 21   | 176 cm | Podlaskie           | Białystok           | Miss Podlasia 2019                               |
| 5  | Weronika Frąckowiak  | 19   | 174 cm | Dolnośląskie        | Oława               |                                                  |
| 6  | Małgorzata Gierach   | 19   | 172 cm | Łódzkie             | Andrespol           | Wicemiss Dolnego Śląska 2019                     |
| 7  | Kornelia Gołębiewska | 19   | 177 cm | Warmińsko-mazurskie | Morąg               | Miss Polski Warmii i Mazur 2019                  |
| 8  | Martyna Jagielska    | 22   |        | Opolskie            | Opole               | Miss Opola 2019                                  |
| 9  | Paulina Karasiuk     | 21   | 176 cm | Dolnośląskie        | Wrocław             | Miss Wrocławia 2019                              |
| 10 | Magdalena Karoń      | 27   | 172 cm | Mazowieckie         | Warszawa            |                                                  |
| 11 | Magdalena Kasiborska | 19   | 179 cm | Śląskie             | Zabrze              | Miss Beskidów 2019                               |
| 12 | Dominika Konarska    | 24   | 180 cm | Śląskie             | Sosnowiec           | Miss Śląska 2019                                 |
| 13 | Anna Kozłowska       | 19   | 171 cm | Mazowieckie         | Radom               | Miss Ziemi Radomskiej 2019                       |
| 14 | Marta Machnik        | 26   |        | Podkarpackie        | Rzeszów             | I Wicemiss Podkarpacia 2019                      |
| 15 | Justyna Maliszewska  | 21   | 174 cm | Mazowieckie         | Warszawa            |                                                  |
| 16 | Justyna Niegolewska  | 27   | 180 cm | Zachodniopomorskie  | Szczecin            | I Wicemiss Województwa Zachodniopomorskiego 2019 |
| 17 | Zuzanna Oszmian      | 22   | 177 cm | Podlaskie           | Białystok           | II Wicemiss Podlasia 2019                        |
| 18 | Karolina Piaścik     | 18   |        | Podlaskie           | Łomża               | II Wicemiss Ziemi Łomżyńskiej 2019               |
| 19 | Natalia Piguła       | 25   | 178 cm | Łódzkie             | Łódź                | Miss Ziemi Łódzkiej 2019                         |
| 20 | Nela Serwacińska     | 22   | 172 cm | Łódzkie             | Konstantynów Łódzki | IV Wicemiss Ziemi Łódzkiej 2019                  |
| 21 | Marta Skwierczyńska  | 22   | 175 cm | Łódzkie             | Rzgów               | II Wicemiss Ziemi Łódzkiej 2019                  |
| 22 | Anita Sobótka        | 24   | 174 cm | Mazowieckie         | Warszawa            | Miss Warszawy 2019                               |
| 23 | Julia Szewczuk       | 19   | 171 cm | Mazowieckie         | Warszawa            |                                                  |
| 24 | Karolina Wiltowska   | 19   | 176 cm | Dolnośląskie        | Jelenia Góra        | Miss Dolnego Śląska 2019                         |

## Międzynarodowe konkursy piękności
Finalistki Miss Polski 2019 reprezentowały Polskę w następujących międzynarodowych konkursach piękności:
| Kandydatka     | Konkurs                             | Osiągnięcia |
| -------------- | ----------------------------------- | ----------- |
| Natalia Piguła | Reinado Internacional del Cafe 2020 | 2. Wicemiss |